# バッバ・クロスビー
リチャード・スティーブン・クロスビー（Richard Stephen "Bubba" Crosby、1976年8月11日 - ）は、アメリカ合衆国・テキサス州ベルエアー出身の元プロ野球選手（外野手）。左投左打。

## 経歴

### プロ入り前
地元のベルエアー高等学校卒業後、ライス大学に進学した。

### プロ入りとマイナー時代とドジャース時代
1998年のMLBドラフトでロサンゼルス・ドジャースから1巡目（全体23位）指名され、プロ入り。この年は、傘下のA+級サンバーナーディーノ・スタンピードで56試合に出場し、打率.216・0本塁打・14打点・3盗塁を記録した。
1999年は開幕をA+級サンバーナーディーノで迎えた。この年は、96試合に出場し、打率.296・1本塁打・37打点・19盗塁を記録した。
2000年は、A+級ベロビーチ・ドジャースでは、73試合に出場し、打率.266・8本塁打・51打点・27盗塁を記録した。A+級サンバーナーディーノでは、3試合に出場し、打率.250・0本塁打・2打点・1盗塁を記録した。
2001年は開幕をAA級ジャクソンビル・サンズで迎えた。ここでは、107試合に出場し、打率.302・6本塁打・47打点・22盗塁を記録した。その後、AAA級ラスベガス・フィフティワンズに昇格した。ここでは、13試合に出場し、打率.214・0本塁打・5打点・1盗塁を記録した。
2002年は開幕を前年同様AA級ジャクソンビルで迎えた。ここでは、38試合に出場し、打率.260・2本塁打・20打点・7盗塁を記録した。その後、AAA級ラスベガスに昇格した。ここでは、73試合に出場し、打率.262・9本塁打・36打点・3盗塁を記録した。
2003年は開幕をAAA級ラスベガスで迎えた。ここでは、76試合に出場し、打率.361・12本塁打・57打点・8盗塁を記録した。この好成績が認められメジャー初昇格を果たし、5月29日のコロラド・ロッキーズ戦でメジャーデビュー。

### ヤンキース時代
2003年7月31日にスコット・プロクターと共にロビン・ベンチュラとのトレードでニューヨーク・ヤンキースへ移籍し、傘下のAAA級コロンバス・クリッパーズへ配属された。ここでは、16試合に出場し、打率.302・2本塁打・8打点・3盗塁を記録した。
2004年は、スプリングトレーニングで打率.385・2本塁打・9打点と好成績を記録し、開幕をメジャーで迎えた。4月12日のシカゴ・ホワイトソックス戦では、2本塁打、5打点を記録しダイビングキャッチを披露するなど活躍し、ヤンキースの勝利に貢献した。この日勝利投手となったマイク・ムッシーナは通算200勝を達成した。しかし、ケニー・ロフトンがDLから復帰するとマイナーに降格した。その後は、メジャーとマイナーを行き来する。この年のアメリカンリーグディビジョンシリーズとこの年のアメリカンリーグチャンピオンシップシリーズのロースターには登録され、代打や代走として起用された。最終的に、メジャーでは、55試合の出場で、打率.151・2本塁打・7打点・2盗塁に終わる。マイナーでは、AAA級コロンバスで33試合に出場し、打率.276・1本塁打・15打点・3盗塁を記録した。
2005年は前年同様に、開幕をメジャーで迎えた。しかし、成績不振で7月8日にAAA級コロンバスへ降格した。8月18日にメジャーに昇格した。この際昇格した時には、背番号が「19」だった。これは、マイナーでプレーしている最中に新加入したアル・ライターが背番号「18」だったための措置だった。最終的にこの年は、メジャーでは、76試合に出場し、打率.276・1本塁打・6打点・4盗塁を記録した。マイナーでは、AAA級コロンバスで42試合に出場し、打率.231・4本塁打・22打点・2盗塁を記録した。オフには、ゼネラルマネージャー(GM)のブライアン・キャッシュマンがクロスビーが正中堅手としてプレーする事を示唆したが、12月20日にヤンキースのライバルであるボストン・レッドソックスからジョニー・デイモンが4年総額5,200万ドルでの移籍してきたため、その可能性は無くなった。また、背番号もこのデーモンが「18」を背負うため、またしても「18」は復帰とはならなかった。
2006年は、開幕ロースター入りした。しかし、5月中旬から6月にかけてDL入りした。その後、メジャーに昇格した。しかし、65試合に出場で、打率.207・1本塁打・6打点・4盗塁と不振だったため、8月4日に、DFAとなった。8月9日にウェーバー公示されたが、AAA級コロンバスへ降格した。その後、メジャーに昇格する事は無かった。オフに、フリーエージェント(FA)となった。

### レッズ傘下時代
2006年11月10日にシンシナティ・レッズと契約を結んだ。
2007年は、スプリングトレーニングで16試合に出場し、打率276、1本塁打、7打点を記録した。3月27日に傘下のAAA級ルイビル・バッツへ異動し、ここで開幕を迎えた。13試合に出場した後、左肩の腱炎でDL入りした。7月20日に手術を受け、シーズンを終えた。オフにFAとなった。
2008年2月19日にシアトル・マリナーズとマイナー契約を結んだ。しかし、3月7日に解雇された。その後、現役引退した。

## 詳細情報

### 年度別打撃成績
| 年 度    | 球 団    | 試 合 | 打 席 | 打 数 | 得 点 | 安 打 | 二 塁 打 | 三 塁 打 | 本 塁 打 | 塁 打 | 打 点 | 盗 塁 | 盗 塁 死 | 犠 打 | 犠 飛 | 四 球 | 敬 遠 | 死 球 | 三 振 | 併 殺 打 | 打 率 | 出 塁 率 | 長 打 率 | O P S |
| -------- | -------- | ----- | ----- | ----- | ----- | ----- | -------- | -------- | -------- | ----- | ----- | ----- | -------- | ----- | ----- | ----- | ----- | ----- | ----- | -------- | ----- | -------- | -------- | ----- |
| 2003     | LAD      | 9     | 12    | 12    | 0     | 1     | 0        | 0        | 0        | 1     | 1     | 0     | 0        | 0     | 0     | 0     | 0     | 0     | 3     | 0        | .083  | .083     | .083     | .167  |
| 2004     | NYY      | 55    | 58    | 53    | 8     | 8     | 2        | 0        | 2        | 16    | 7     | 2     | 0        | 2     | 0     | 2     | 0     | 1     | 13    | 0        | .151  | .196     | .302     | .498  |
| 2005     | NYY      | 76    | 103   | 98    | 15    | 27    | 0        | 1        | 1        | 32    | 6     | 4     | 1        | 1     | 0     | 4     | 0     | 0     | 14    | 1        | .276  | .304     | .327     | .630  |
| 2006     | NYY      | 65    | 96    | 87    | 9     | 18    | 3        | 1        | 1        | 26    | 6     | 3     | 1        | 3     | 0     | 4     | 0     | 2     | 21    | 0        | .207  | .258     | .299     | .557  |
| MLB：4年 | MLB：4年 | 205   | 269   | 250   | 32    | 54    | 5        | 2        | 4        | 75    | 20    | 9     | 2        | 6     | 0     | 10    | 0     | 3     | 51    | 1        | .216  | .255     | .300     | .555  |

### 背番号
- 49 (2003年)
- 18 (2004年 - 2005年途中)
- 19 (2005年途中 - 2006年)